# Витал, Бернарду Мария
Бернарду Мария Мораиш Кардозу Витал (порт. Bernardo Maria Morais Cardoso Vital; род. 29 декабря 2000, Лиссабон) — португальский футболист, защитник клуба «Эшторил-Прая».

## Клубная карьера
Витал — воспитанник клубов «Бенфики», «АФД Торреш» и «Эшторил-Прая». 20 сентября 2020 года в матче против «Академика Коимбра» он дебютировал в Сегунда лиге в составе последних. По итогам сезона игрок помог клубу выйти в элиту. 7 августа 2021 года в матче против «Ароки» он дебютировал в Сангриш лиге. 27 февраля 2022 года в поединке против «Боавишты» Бернарду забил свой первый гол за «Эшторил-Прая». 

## Международная карьера
В 2023 году в составе молодёжной сборной Португалии Витал принял участие в молодёжном чемпионате Европы в Румынии и Грузии. На турнире он был запасным и на поле не вышел.